# Liste de compositeurs britanniques de musique classique
Cet article est une liste de compositeurs britanniques de musique classique, classés par siècle.

## XVesiècle
- John Dunstable (1390–1453)
- John Taverner (vers 1490–1545)

## XVIesiècle
- Christopher Tye (v. 1500– v. 1571)
- Thomas Tallis (1505–1585)
- John Dowland (1563–1626)
- William Munday (1529–1591)
- Robert Parsons (vers 1535–1572)
- Nicholas Carlton (1540–1610)
- William Byrd (1543–1623)
- Anthony Holborne (1545–1602)
- Francis Cutting (v. 1550 - 1595/6)
- Edmund Hooper (1553–1621)
- William Inglott (1554–1621)
- John Munday (1555–1630)
- Thomas Morley (vers 1557–1602)
- Ferdinando Richardson (1558–1618)
- John Baldwin (1560–1615)
- Giles Farnaby (1560–1640)
- Nicholas Strogers (actif entre 1560–1575)
- John Bull (vers 1562–1628)
- Thomas Campian (1567–1620)
- Philip Rosseter (1567–1623)
- Tobias Hume (1569–1645)
- Thomas Bateson (1570–1630)
- Coperario (John Cooper) (1570–1626)
- John Farmer (1570–1601)
- David Peebles (?–1579?)
- Martin Peerson (1571–1651)
- Edward Johnson (actif entre 1572–1601)
- John Wilbye (1574–1638)
- John Bennet (1575–1614)
- James Harding (1575–1626)
- Alfonso Ferrabosco II (1575–1626)
- Nicholas Lanier (1588–1666)
- Thomas Oldfield
- John Oystermayre
- William Tisdale
- Richard Dering (c. 1590–1630)

## XVIIesiècle
- Orlando Gibbons (1583–1625)
- William Lawes (1602–1645)
- Christopher Simpson (vers 1602–1669)
- Matthew Locke (vers 1621–1677)
- John Blow (1649–1708)
- John Abell (1650-1724)
- Robert Ramsey (1590?–1644)
- Daniel Roseingrave (1650–1727)
- Henry Purcell (1659–1695)
- Daniel Purcell (1664–1717)
- Andrew Parcham (XVIIe siècle-1730)
- Thomas Roseingrave (1688–1766)

## XVIIIesiècle
- Matthias Hawdon (–1787)
- Thomas Arne (1710–1778)
- Margaret Essex (1775-1807)
- John Francis Wade (1711–1786)
- William Felton (1715–1769)
- John Garth (1722–1810)
- Charles Burney (1726–1814)
- Thomas Linley le vieux (1733–1778)
- Thomas Ebdon (1738–1811
- Philip Hayes (1738–1797)
- Joseph Harris (1745–1814)
- Thomas Linley le jeune (1756–1778)
- Stephen Storace (1762–1796)

## XIXesiècle
- Elisabeth-Anne Bisset (1800-?)
- William Sterndale Bennett (1816–1875)
- Francis Edward Bache (1833–1858)
- Hubert Parry (1848–1918)
- Ethel Smyth (1858–1944)
- Algernon Ashton (1859–1937)
- Edith Swepstone (1862—1942)
- Albert Ketèlbey (1875–1959)

## XXesiècle
- Edward Elgar (1857–1934)
- William Ralph Driffill (1870-1922)
- Ralph Vaughan Williams (1872–1958)
- Archibald Joyce (1873–1963)
- Gustav Holst (1874–1934)
- Frank Bridge (1879-1941)
- John Ireland (1879–1962)
- Edgar Bainton (1880–1956)
- Arnold Bax (1883–1953)
- George Butterworth (1885–1916)
- Rebecca Clarke (1886–1979)
- Kaikhosru Shapurji Sorabji (1892–1988)
- Eugène Goossens (1893–1962)
- Noel Coward (1899–1973)
- Edmund Rubbra (1901–1986)
- William Walton (1902–1983)
- Lennox Berkeley (1903–1989)
- William Alwyn (1905–1985)
- Christian Darnton (1905-1981)
- Alan Rawsthorne (1905–1971)
- Benjamin Frankel (1906–1973)
- Elizabeth Maconchy (1907–1994)
- Howard Ferguson (1908–1999)
- Benjamin Britten (1913–1976)
- William Lloyd Webber (1914–1982)
- Humphrey Searle (1915–1982)
- Peter Racine Fricker (1920–1990)
- Robert Simpson (1921–1997)
- Joseph Horovitz (1926–2022)
- Peter Maxwell Davies (1934–2016)
- Geoffrey Grey (1934–)
- Nicholas Maw (1935–2009)
- Richard Stoker (1938)
- Brian Ferneyhough (1943–)
- John Tavener (1944–)
- John Rutter (1945–)
- James Dillon (1950–)
- Andrew Downes (en) (1950-)
- Bob Chilcott (1955-)
- George Benjamin (1960-)
- Graham Fitkin (1963-)
- Joe Cutler (en) (1968-)
- Julian Wagstaff (1970–)
- Thomas Adès (1971-)